# Isla Stillwell
La isla Stillwell (66°55′S 143°48′E / -66.917, 143.800) es una pequeña que mide 500 m de diámetro, que es la isla más grande del archipiélago Way en la Antártida. Se encuentra sobre el sector oeste de la entrada a la bahía Watt, a 2.8 km al noreste de Garnet Point. 
Fue descubierta por la Expedición Antártica Australiana (1911–1914) al mando de Douglas Mawson. Mawson la nombró en honor de Frank L. Stillwell, el geólogo de la expedición cuyos relevamientos detallados incluyeron esta zona de la costa.

## Reclamación territorial
La isla es reclamada por Australia como parte del Territorio Antártico Australiano, pero esta reclamación está sujeta a las disposiciones del Tratado Antártico.